# Ignace Rougemont
Ignace Rougemont est un homme politique français né le 25 avril 1764 à Porrentruy (Suisse) et décédé le 5 février 1817 à Paris.

## Biographie
Commerçant dans sa ville natale, il est élu député du Mont-Terrible à la Convention le 25 avril 1793.
Il est envoyé en mission à l'armée du Rhin, avec laquelle il fait la campagne de 1794. 
Le 4 fructidor an II (21 août 1794), il opère, à Landau, l'embrigadement de la 152e demi-brigade de première formation par l'amalgame des :
- 2e bataillon du 82e régiment d'infanterie ci-devant Saintonge ;
- 7e bataillon de volontaires de la Marne ;
- 6e bataillon de volontaires du Bas-Rhin.

## Source
- « Ignace Rougemont », dans Adolphe Robert et Gaston Cougny, Dictionnaire des parlementaires français, Edgar Bourloton, 1889-1891 [détail de l’édition]